# Зелёный театр в Земфире
«Зелёный театр в Земфире» — российский полнометражный музыкальный фильм, построенный на видеоматериале концерта Земфиры в Зелёном театре парка Горького города Москвы. Это первый опыт Ренаты Литвиновой в музыкальном кино.

## Сюжет
Фильм содержит записи песен, исполненных в новой аранжировке на концерте Земфиры 8 июня 2007 года, а также монологи певицы Земфиры Рамазановой. Помимо кадров с концерта в фильме использованы недоступные ранее широкой публике документальные кадры из европейского турне весны 2007 года и осенних концертов в России.

## Релиз
Премьера фильма состоялась 21 февраля 2008 года. Затем фильм был выпущен в формате DVD в двух вариантах: обычном и подарочном двухдисковом издании. Подарочное издание содержит интервью с музыкантами, режиссёром Ренатой Литвиновой, а также фрагменты «Дежавю» тура. В формате Blu-ray фильм вышел 7 октября 2008 года.

## Список песен
1. «Почему»
2. «ПММЛ»
3. «Любовь как случайная смерть»
4. «Лондон»
5. «Трафик»
6. «Ракеты»
7. «Доказано — созрела»
8. «Брызги»
9. «Анечка»
10. «Во мне»
11. «Мальчик»
12. «Шкалят датчики»
13. «Хочешь?»
14. «Ариведерчи»

## Список музыкантов
- Земфира — вокал, гитара
- Дмитрий Шуров — клавишные
- Константин Куликов — труба, перкуссия
- Алексей Беляев — бас-гитара
- Денис Маринкин — барабаны
- Алексей Кондратьев — гитара, техническое обеспечение

## Награды
В 2008 году признан лучшим музыкальным фильмом по версии независимой музыкальной премии «Степной волк», учреждённой музыкальным критиком Артемием Троицким.